# サイフッディーン・フライイフ・ハサン・ターハー・アッ＝ラーウィー
サイフッディーン・フライイフ・ハサン・ターハー・アッ＝ラーウィー（سيف الدين فليح حسن طه الراوي Sayf-al-Din Fulayyih Hasan Taha Al Rawi 1953年 -）は、イラクの軍人。元共和国防衛隊参謀総長。最終階級は陸軍中将。 アンバール県ラマーディー出身。
イラク戦争時には、米軍からいわゆる「イラクのお尋ね者トランプカード」の中の一人として指名手配され、フセイン政権崩壊後は、姿を消していた。
2003年6月29日に、英紙「サンデー・タイムズ」と仲介者を通じてインタビューに応じ、逃亡の際に死亡を偽装するために偽の葬儀も行ったと述べた。また、潜伏拠点はイラク国内の砂漠地帯と語り、特定の場所は明かさなかった。
2007年4月8日、カタールの衛星放送アルジャジーラはサイフッディーンのインタビュー映像を放映。アルジャジーラは放送に当たって、インタビュー場所を明かさず、サイフッディーンの顔や音声に細工が施されていた。インタビューでサイフッディーンは、2003年4月のバグダード国際空港での戦いにおいて、米軍が『中性子爆弾と白リン爆弾を使用し、イラク兵の骨まで焼けた遺体があった』と証言し米軍を非難したが、真偽は不明。
現在は隣国シリアを拠点に、旧政権残党の武装勢力を指揮・支援しているとみられており、イラク中央刑事裁判所により2005年1月9日に逮捕状が出された。また、イラク政府により100万ドルの懸賞金が掛けられている。